# Old Blood
Old Blood (стилизовано как OLD BLOOD; с англ. — «Старая кровь») — пятый студийный альбом российского хип-хоп-исполнителя Boulevard Depo, выпущенный 29 мая 2020 года на лейбле Warner Music Russia.

## Предыстория
Первая информация об альбоме появилась 25 апреля в Instagram-аккаунте Артёма, где он показал обложку проекта и его название.
7 мая в своём Instagram-аккаунте Артём назвал дату релиза — 29 мая 2020 года.
22 мая состоялась премьера первого сингла в поддержку альбома под названием «Angry toy$».
Через 4 дня состоялась премьера второго сингла с нового альбома под названием «X2».

## Релиз и продвижение
29 мая 2020 года состоялся релиз пятого студийного альбома Артёма под названием Old Blood, состоящего из 12-ти композиций. В записи альбома приняли участие Basic Boy, Artur Kreem, DopeVvs и Yung Hurn.

## Список композиций
| №                   | Название                              | Продюсер            | Длительность |
| ------------------- | ------------------------------------- | ------------------- | ------------ |
| 1.                  | «Введение»                            |                     | 0:34         |
| 2.                  | «Ни много ни мало»                    | Blacksurfer         | 2:23         |
| 3.                  | «MOONWORK» (при уч. Basic Boy)        | SP4K                | 3:33         |
| 4.                  | «Angry toy$»                          | Ray Qwa             | 2:06         |
| 5.                  | «Возраст» (при уч. Artur Kreem)       | Babyboi             | 2:17         |
| 6.                  | «OLD BLOOD»                           | Chivaz              | 2:18         |
| 7.                  | «Умы» (при уч. DopeVvs)               | MRKBVNGXR           | 2:04         |
| 8.                  | «NO HOOK NO HOES» (при уч. Yung Hurn) | Pretty Scream       | 2:12         |
| 9.                  | «ART HOES»                            | DavidRema           | 3:02         |
| 10.                 | «Friendly Fire»                       | Avepack             | 2:02         |
| 11.                 | «X2»                                  | Gredy               | 2:56         |
| 12.                 | «4 шага»                              | DavidRema           | 2:14         |
| Общая длительность: | Общая длительность:                   | Общая длительность: | 28 минут     |